# ایزومی موتویا
ایزومی موتویا (انگلیسی: Izumi Motoya؛ زادهٔ ۴ ژوئن ۱۹۷۴) یک هنرپیشه، و خواننده اهل ژاپن است.